# Rio Glodul Alb
O Rio Glodul Alb é um rio da Romênia, afluente do Başeu, localizado no distrito de Botoşani.Descarrega no Prut perto de Ștefănești, na fronteira com a Moldávia. Seu comprimento é de 118 km (73 milhas) e o tamanho de sua bacia é de 965 km2 (373 milhas quadradas).